# مقاطعة كاربونيا-إغليسياس
مقاطعة كاربونيا-إغليسياس ، (بالإنجليزية: Province of Carbonia-Iglesias)‏، (سردينيا: provìntzia de Carbònia-Igrèsias)، هي مقاطعة في إقليم سردينيا، المتمتع بالحكم الذاتي. وشملت المنطقة التاريخية في سولسيس إجليسينتي، وكانت أصغر محافظة في سردينيا. يحدها مقاطعات كالياري، وميديو كامبيدانو. تم قمع جميع المقاطعات الثلاث (كاربونيا إغليسياس، كالياري، وميديو كامبيدانو) بموجب المرسوم الإقليمي في عام 2016.